# Hachaaht
Hachaaht (Hachaath), nestalo pleme Aht Indijanaca, porodica Wakashan, koje je obitavalo na ili sjeverno od Barclay Sounda, na otoku Vancouver, u kanadskoj provinciji Britanska Kolumbija. Do nestanka nekih nootkanskih skupina dolazi u kasnom 18. stoljeću, oko 1790.-tih kada su se Indijanci dokopali vatrenog oružja i krenuli u osvajanje ribarskih područja. Pleme Ucluelet tako osvaja teritorij Namintaht Indijanaca, i Effingham Inlet kod Barklay Sounda od Hachaahta i srodnih A'utsaht.

## Vanjske poveznice
- Nooksak and Nootka Indians of Canada